# Замиховський Абрам Давидович
Абрам Давидович Замиховський (рос. Абрам Давидович Замиховский; 5 січня 1908 — 1978) — український шахіст. Чемпіон УРСР 1931 року. Майстер спорту СРСР (1954).

## Життєпис
Лікар-терапевт за фахом. Жив у Києві. Закінчив медичний факультет Київського університету. Чемпіон УРСР 1931, віце-чемпіон 1938 року.
Учасник чемпіонату СРСР 1931 року — 14 місце серед 18 шахістів.

## Результати виступів у чемпіонатах України та СРСР
Абрам Замиховський зіграв у 7-ти фінальних турнірах чемпіонатів України, набравши при цьому 67 очок зі 114 можливих.
| Рік  | Місце проведення | Турнір                 | Результат | +  | — | = | Місце  |
| ---- | ---------------- | ---------------------- | --------- | -- | - | - | ------ |
| 1931 | Харків           | 6-й чемпіонат України  | 8½ з 11   | 7  | 1 | 3 | Gold   |
|      | Москва           | 7-й чемпіонат СРСР     | 6½ з 17   | 5  | 9 | 3 | 14     |
| 1938 | Київ             | 10-й чемпіонат України | 12 з 17   | 10 | 3 | 4 | Silver |
| 1946 | Київ             | 15-й чемпіонат України | 8½ з 17   |    |   |   | 10     |
| 1947 | Київ             | 16-й чемпіонат України | 7½ з 16   | 4  | 5 | 7 | 9 — 10 |
| 1955 | Київ             | 24-й чемпіонат України | 10 з 17   | 6  | 3 | 8 | 6 — 7  |
| 1956 | Київ             | 25-й чемпіонат України | 11 з 19   | 7  | 4 | 8 | 5      |
| 1957 | Київ             | 26-й чемпіонат України | 9½ з 17   | 5  | 3 | 9 | 8      |